# Ruellia barbillana
Ruellia barbillana är en akantusväxtart som beskrevs av Georg Cufodontis. Ruellia barbillana ingår i släktet Ruellia och familjen akantusväxter. Inga underarter finns listade i Catalogue of Life.